# Joe Hickerson
Joe Hickerson (Highland Park, 20 ottobre 1935) è un cantante e bibliotecario statunitense, esperto di musica folk. È conosciuto per essere stato l'autore, negli anni cinquanta, assieme al cantautore Pete Seeger, del brano folk Where Have All the Flowers Gone?.

## Biografia
Per trentacinque anni, fra il 1963 e il 1998 è stato bibliotecario e direttore dell'Archive of Folk Culture dell'American Folklife Center che fa capo alla Biblioteca del Congresso. Hickerson lavorò sul testo originale in lingua russa dei versi tratti dal romanzo Il Placido Don, elaborati inizialmente da Seeger per la sua composizione portata al successo internazionale da diversi artisti fra cui Joan Baez. Partecipò poi alla registrazione dell'LP Kumbayah. Attivo in campo clinico e letterario, ricercatore, continua a tenere spettacoli specialmente nell'area dello stato di New York, nel Michigan e nella zona di Chicago.

## Discografia
- We've Got Some Singing To Do - The Folksmiths, featuring Joe Hickerson Folkways Records F-2407 (1958)
- Joe Hickerson With a Gathering of Friends (2001) Folk-Legacy Records
- Drive Dull Care Away (2002) Folk-Legacy Records

## Filmografia
- I.W.W. - The Wobblies 1979 (come cantante)